# Eleutheranthus
Eleutheranthus é um género botânico pertencente à família Rubiaceae.